# Deuteronomium
Deuteronomium, hebrejsky דְּבָרִים‎ Devarim („Slova“), někdy též 5. kniha Mojžíšova, je pátou knihou Starého zákona. Je poslední knihou Tóry (Pentateuchu). Hebrejský název דברים‎ vychází ze slov, kterými začíná: „Toto jsou slova, která mluvil Mojžíš…“ Název Deuteronomium je latinizovanou podobou řeckého názvu knihy v Septuagintě Δευτερονόμιον (deuteronomion, „Druhý zákon“). Septuaginta tímto slovem překládá hebrejský výraz משנה התורה‎ Mišne ha-Tora, „opakování zákona“, ve verši Dt 17, 18 (Kral, ČEP).

## Obsah knihy
Události od knihy Exodus dále vyprávějí o odchodu Izraelitů z Egypta, o jejich putování pouští do zaslíbené země a o obdržení Zákona od Boha na hoře Sinaj/Choreb. V Deuteronomiu, poslední knize Pentateuchu, se Izrael nachází na moabské pláni, kde k němu má Mojžíš poslední proslov těsně předtím, než zdálky spatří zaslíbenou zemi a zemře na hoře Nebó. Kniha sama tedy nemá děj, jejím obsahem je „opakování“ Zákona. Mojžíš lidu v krátkosti opakuje, co se událo na jejich cestě od hory Choreb až na moabskou pláň a připomíná jim znovu celý Zákon, který tam tehdy dostali od Boha.
„Opakování“ zákona není doslovné. Mnohé předpisy jsou formulovány odlišně; kniha také obsahuje značné množství zákonů, které v předchozích knihách Tóry nenajdeme. Rovněž popisy událostí se v řadě detailů liší od verzí uvedených v knihách Exodus a Numeri. Tyto odchylky jsou pro tradiční exegety podnětem pro nalézání dalších rovin a rozměrů příběhu; biblická kritika pak oceňuje jejich vypovídací hodnotu o historickém pozadí a charakteru jednotlivých dokumentů a jejich autorů a o vztazích mezi nimi.

## Struktura knihy
Kniha má celkem jasnou strukturu:
- 1 – 3: shrnutí dosavadního putování
- 4,1 – 4,43: varování před modloslužbou (samostatná vsuvka)
- 4,44 – 11,32: desatero a „komentář na první přikázání“
- 12,1 – 28,68: deuteronomický zákoník (včetně požehnání a zlořečení)
- 28,69 – 32,47: obnova smlouvy mezi Izraelem a Bohem
- 32,48 – 34,12: předání pravomoci Jozuovi a Mojžíšova smrt

## Autorství knihy
Židovská tradice připisuje autorství knihy Mojžíšovi. Ohledně posledních veršů knihy, popisujících Mojžíšovu smrt, se v talmudu diskutuje teze, že autorem těchto veršů může být Jozue; proti ní je však namítáno, že není představitelné, aby Mojžíš neobdržel celou tóru. Mojžíš tedy obdržel informaci posledních veršů jako proroctví a jako věrný služebník Boží ji „v slzách“ poctivě zapsal.

### Biblická kritika
Díky objevu de Wetteho, který odhalil shodu mezi některými významnými zákony v Deuteronomiu a Jóšiášovou reformou v roce 622 př. n. l. (popsanou v 2. král. 22-23), klade většina současných biblických učenců jádro knihy, tj. deuteronomický zákoník (kap. 12-28) do doby krále Jóšiáše nebo o něco dříve do doby krále Chizkiáše (= Ezechiáše). K tomuto jádru byly o něco později, patrně během babylonského exilu (587/6 př. n. l.) a krátce po něm, připojeny postupně ostatní části. Tyto ostatní části totiž ukazují, že jejich autoři věděli o babylonském exilu a někdy i o návratu zpět (532 př. n. l.).
Někteří badatelé poukazují na to, že judský prorok Izajáš v 8. století př. n. l. témata Deuteronomina nereflektuje, zatímco jeho severoizraelský současník prorok Ozeáš tak činí hojně; z toho usuzují, že deuteronomistická látka měla původ v tradicích Severního Izraele.
Později byl celý komplex zasazen do velkého cyklu Pentateuchu, k němuž byl připojen patrně doplněním prvních tří kapitol.
Autorem Deuteronomia je tzv. deuteronomistická škola. Celý zákoník i pozdější dodatky vycházejí z kritické situace země, ohrožované velkými a silnými mocnostmi, kterými byly na severu Asýrie a později Babylonie, na jihu Egypt. Deuteronomický zákoník stojí u zrodu Jóšiášovy náboženské reformy, která měla za cíl odstranit veškerý modlářský a cizí kult ze země, obnovit věrnost Bohu a vyčistit a centralizovat kult do Jeruzalémského chrámu. I když se jedná obsahově o zákoník, jeho forma je silně hortativní, apodiktická a teologicky podbarvená. U velkého počtu často až příliš idealistických zákonů se nachází teologická motivace, která dává zákoníku ryze náboženský charakter. Ten vynikne hlavně ve srovnání se starším zákoníkem v Pentateuchu, tzv. Knihou smlouvy v Ex 20,22-23,33, který má daleko více povahu typické mezopotamské kasuistické sbírky zákonů.

## Poselství knihy
Tváří v tvář hrozbě zániku zdůrazňuje Deuteronomium zvláště některé aspekty předexilní a exilní izraelské víry.
- Uzavření smlouvy s Bohem, která je oboustranně podmíněná. Bůh si vyvolil Izrael za svůj lid a dal mu zákon; úkolem lidu je zůstat tomuto zákonu, a tedy Bohu, věrný. Pokud lid zákonu nedostojí, Bůh jej opustí. Tato oboustranně podmíněná smlouva vysvětluje mimo jiné porážku a zničení Judského království.
- „Deuteronomický dualismus“ – Bůh předkládá lidu dvě cesty: cestu života a cestu smrti. Záleží jen na lidu, zda bude zachovávat zákon a bude žít, nebo Boha opustí a bude vydán svým nepřátelům.
- Zdůrazňování Božího daru a iniciativy. Deuteronomium neustále opakuje, že země, úroda, blahobyt, to vše je nezasloužený dar Boha Izraelitům, na který oni by jinak neměli nárok. Stejně tak velmi často připomíná, že právě Bůh vyvedl Izraelity z Egyptského otroctví a dal jim svobodu a zemi. Úkolem Izraele je na tuto Boží iniciativu odpovědět a milovat Boha tak, jak Bůh miluje svůj lid. Tato odpověď se odráží v zachovávání zákona, který však není převážně kultický, jak tomu bude později, ale sociální. Povinností Izraelity je dbát a pečovat o spravedlnost v zemi, o všechny chudé a bezmocné. Symptomatická je věta: „Potřebný ze země nevymizí. Proto ti přikazuji: Ve své zemi ochotně otvírej ruku svému utištěnému a potřebnému bratru.“ (15,11).

Kniha sice klade zákoník a celý text do Mojžíšových úst, ale ve skutečnosti se obrací na Izraelity 7. století př. n. l., aby je přiměla k obnově náboženské věrnosti svému Bohu a tím odvrátila hrozící katastrofu. Následující rozšíření zákoníku pak nepřímo ukazuje, že jelikož lid této smlouvě nedostál, bylo spravedlivé, aby jej Bůh vydal do rukou nepřátel.

## Deuteronomistická škola
Deuteronomium je jen první ze spisů tzv. deuteronomistické školy. Tato písařská škola působící za babylonského exilu a těsně po něm napsala ještě další knihy Starého zákona. Za svůj základ bere deuteronomický zákoník a na jeho základě popisuje dějiny Izraelského národa. Patří sem následující knihy: Jozue, Soudců, 1. – 2. kniha Samuelova, 1. – 2. kniha královská.
Deuteronomistická škola navíc stojí za konečnou redakcí předexilních prorockých textů.